# Kodeks 085
Kodeks 085 (Gregory-Aland no. 085), ε 23 (von Soden) – grecki kodeks uncjalny Nowego Testamentu na pergaminie, paleograficznie datowany na VI wiek. Rękopis przechowywany jest w Rosyjskiej Bibliotece Narodowej (Gr. 714) w Petersburgu.

## Opis
Do dziś zachowały się jedynie 3 karty kodeksu (24 na 21 cm) z tekstem Ewangelii Mateusza (20,3-32; 22,3-16). Tekst pisany jest dwoma kolumnami na stronę, 27 linijek w kolumnie. Litery mają koptyjskie kształty, strony numerowane są według koptyjskiego systemu.
Grecki tekst kodeksu jest zgodny z aleksandryjską tradycją tekstualną. Kurt Aland zaklasyfikował go do kategorii II.
Zawiera opuszczenie w Mt 20,23, brakuje frazy και το βαπτισμα ο εγω βαπτιζομαι βαπτισθησεσθε (podobnie jak w kodeksach B, D, L, Z, Θ, f1, f13, it, syrs, c, copsa).
Rękopis sporządzony został w koptyjskim klasztorze. Przywieziony został do Petersburga z Kairu. Gregory w 1908 roku dał mu siglum 085. Kodeks badał Kurt Treu. INTF datuje go na VI wiek.